# Drulia
Drulia is een geslacht van sponsdieren uit de klasse van de Demospongiae (gewone sponzen).

## Soorten
- Drulia batesii (Bowerbank, 1863)
- Drulia brownii (Bowerbank, 1863)
- Drulia conifera Bonetto & Ezcurra de Drago, 1973
- Drulia cristata (Weltner, 1895)
- Drulia ctenosclera Volkmer & Mothes, 1981
- Drulia geayi (Gravier, 1899)
- Drulia uruguayensis Bonetto & Ezcurra de Drago, 1969